# Pio (futebolista, 1945)
Osmar Alberto Volpe, mais conhecido como Pio (Araraquara, 15 de novembro de 1945) é um ex-futebolista brasileiro, que atuava como ponta-esquerda.

## Carreira
Conhecido como um grande batedor de faltas, Pio iniciou na Ferroviária. Em 1965, o clube havia sido rebaixado para segunda divisão do Campeonato Paulista, e lutava para retornar à elite no ano seguinte. Com a ajuda de Pio, o clube não só subiu em 1966, como foi tricampeão paulista do interior, no período mais vencedor da história da Ferroviária. 
Graças às atuações no clube grená, Pio foi contratado pelo Palmeiras. Jogou no Verdão entre 1969 e 1973, e foi tricampeão brasileiro e campeão paulista. Após sofrer uma lesão grave, perdeu espaço no time e se transferiu para o Santa Cruz em 1974.
No Santa Cruz, foi campeão pernambucano em 1976, quando foi considerado o melhor jogador do clube na competição e ajudou a equipe a chegar nas semifinais do Campeonato Brasileiro de 1975, a melhor campanha do Santa Cruz na história do campeonato.
Ainda jogou em outros clubes menores como o Sãocarlense, de 1979 a 1981, onde também foi treinador interino do clube durantes algumas partidas em 1979. e se aposentou no Novorizontino em 1981. Após a aposentadoria, ainda foi homenageado por sua carreira, chegando a carregar a tocha olímpica em Araraquara antes dos Jogos Olímpicos de 2016. Atualmente é professor de Educação Física na UNESP.

## Títulos
Ferroviária
- Campeonato Paulista do Interior: 1967, 1968, 1969

Palmeiras
- Campeonato Brasileiro: 1969, 1972 e 1973
- Campeonato Paulista: 1972

Santa Cruz
- Campeonato Pernambucano: 1976